# 娜塔莉娅·布拉索娃

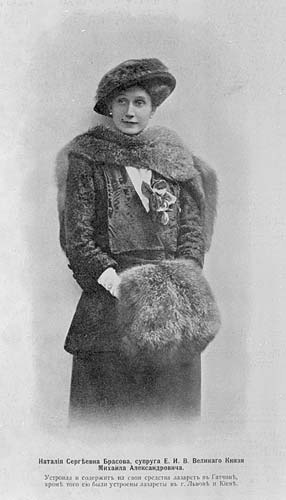
娜塔莉娅·布拉索娃摄于1917年之前

娜塔莉娅·布拉索娃（1880年6月27日—1952年1月23日），俄罗斯帝国米哈伊尔大公之妻。
1910年，娜塔莉娅在尚未与第二任丈夫离婚的情况下，生下米哈伊尔大公的儿子格奥尔基·米哈伊洛维奇。1912年，两人结婚，是为贵庶通婚。1917年俄罗斯革命中，尼古拉二世将皇位传给丈夫米哈伊尔大公，但丈夫并未正式登基，她亦无可能成为俄罗斯帝国皇后。1952年，逝世于法国巴黎。